# Nand Buyl
Ferdinand Julia Jozef (Nand) Buyl (Antwerpen, 12 februari 1923 – Brussel, 24 maart 2009) was een Vlaams acteur en regisseur en wordt gezien als een van de pioniers van de Vlaamse theater-, televisie- en filmwereld.

## Biografie
Toen Nand Buyl slechts zeven jaar was, speelde hij al rolletjes in operettes en opera's. Hij zong in die periode ook bij het koor van de Antwerpse Opera. Toen hij 11 was (in 1934) speelde hij in de eerste verfilming van De Witte.
Aan het begin van de Tweede Wereldoorlog moest hij samen met naar schatting 300.000 andere zogenaamde CRAB's naar Frankrijk vluchten. Na een epische tocht met een groep Antwerpenaren belandde hij in een schip dat hen van Duinkerke naar Engeland zou brengen. Maar ze arriveerden in Cherbourg en werden van daaruit naar Zuid-Frankrijk gebracht, waar ze tot in augustus 1940 verbleven.
Na de oorlog kwam hij als acteur en regisseur bij de Koninklijke Vlaamse Schouwburg (KVS) in Brussel. Meer dan 60 jaar was Nand Buyl verbonden aan de KVS, waarvan hij van 1972 tot 1992 ook artistiek directeur was. Hij was in die periode tevens leraar drama aan het Brusselse Conservatorium.
Nand Buyl werd al in het begin van de Vlaamse televisie bekend door zijn rol in de tv-reeks Schipper naast Mathilde (1955-1959). Het was bij die opnames dat hij zijn latere echtgenote, actrice Chris Lomme, leerde kennen. Sinds 1961 was zij zijn levensgezellin en sinds 2001 waren ze ook getrouwd. Eerder was Nand Buyl gehuwd met Jeanne De Backer, die actrice was bij de KVS en bij wie hij een dochter had.
Later werd hij bekend als detective Axel Nort (1966) in het gelijknamige jeugdfeuilleton, dat in het najaar van 1967 ook op de Nederlandse televisie te zien was. Hij acteerde daarna nog in diverse soaps en langspeelfilms.
In 2001, na enkele jaren pensioen, stond Nand Buyl opnieuw op de planken met het Raamtheater in Visiting Mr. Green, een voorstelling die hij meer dan honderd keer speelde en die heel Vlaanderen rondgereisd heeft. In 2004 speelde hij mee in Schoon kind van het Raamtheater.
Voor zijn culturele verdiensten ontving is hij de medaille van ridder in de Leopoldsorde. In oktober 2005 mocht hij in Gent de Special Joseph Plateau Lifetime Achievement Award uit handen van minister-president Yves Leterme in ontvangst nemen.
Buyl kreeg het zwaar te verduren op 14 juli 2006, door het nieuws dat zijn collega-acteur en vriend Senne Rouffaer overleden was. "Hij was er helemaal sprakeloos van", aldus zijn vrouw Chris Lomme.
De laatste jaren van zijn leven was Nand Buyl nog steeds actief op tv en in het theater. In 2005 speelde hij een grote rol in de dramaserie De Kavijaks en in 2006 speelde hij de hoofdrol in de film Vidange Perdue.
In maart 2009 was Nand Buyl met het Ensemble Leporello op tournee. Op zondag 15 maart 2009 voelde hij zich onwel en liet zich vervangen. Later in de week bevestigde Chris Lomme dat haar man door een beroerte was getroffen en opgenomen in een Brussels ziekenhuis.
Nand Buyl overleed uiteindelijk aan de gevolgen van deze hersenbloeding op 24 maart 2009. Hij werd 86 jaar oud.

## Filmografie
- De Witte (1934)
- Alleen voor U (film 1935)
- Uilenspiegel leeft nog (film 1935)
- Havenmuziek (film 1937)
- Drie flinke kerels (film 1938)
- Janssens tegen Peeters (film 1939)
- Met den helm geboren (film 1939)
- Janssens en Peeters dikke vrienden (film 1940)
- Veel geluk, Monika (film 1941)
- Een aardig geval (film 1941)
- ‘’Mijn man doet dat niet (film 1956)
- De Ordonnans (alias Café zonder bier); Engelse versie: At the Drop of a Head (film 1962)
- Olivetti 82 (film 2001)
- Pauline en Paulette (film 2001)
- Die Bluthochzeit (film 2005)
- Vidange Perdue (film 2006)
- Waterstand (film, 2008)
- Gestreept (film, 2009)

## Televisiewerk
- Schipper naast Mathilde (tv 1955-1963)
- De kat op de koord (tv 1963)
- Axel Nort (tv 1966-1967)
- Keromar (tv 1970)
- Het zwaard van Ardoewaan (tv 1972)
- Mijnheer Halverwege (tv 1987)
- Ons Geluk (tv 1995)
- Flikken (politieserie 2000) als Robert Audenaert
- Stille Waters (tv 2001)
- Wittekerke  (tv 2003)
- Witse (tv 2004 Aflevering Bijklussen als Mario Sarasin)
- Onder de Wolken (tv 2005)
- Thuis, (televisieserie 2005) als nonkel Tuur
- De Kavijaks (tv 2005)
- Fans (tv, 2008)

## Theater
- De Vrek (KVS 1948-1949 + 1950-1951)
- Van Muizen en Mensen (KVS 1949-1950)
- Paradijsvogels (KVS 1949-1952 + 1956-1957)
- En waar de sterre bleef stille staan (KVS 1950-1951 + 1952-1953 + 1956-1957)
- De Knecht van twee Meesters (KVS 1951-1953)
- De Schelmenstreken van Scapin (KVS 1951-1952)
- De Ingebeelde Zieke (KVS 1951-1952)
- Schipper naast God (KVS 1951-1952 + 1953-1954)
- Marius (KVS 1952-1953)
- Fanny (KVS 1952-1953)
- De Mirakelridder (KVS 1952-1953)
- Hij die de klappen krijgt (KVS 1952-1953)
- Peegie (KVS 1952-1954 + 1963-1964)
- De Tante van Charley (KVS 1952-1953)
- De Wijze Kater (KVS 1953-1954)
- Het Hemelbed (KVS 1953-1954)
- De Revisor (KVS 1954-1955)
- De Hond van de Tuinman (KVS 1956-1957)
- Kent u de Melkweg (KVS 1957-1958)
- Wie is bang voor Virginia Woolf? (KVS 1964-1965)
- Boeing-Boeing (KVS 1967-1968 + 1969-1970)
- De gebroeders Karamazov (KVS 1967-1968)
- Faust (KVS 1968-1969)
- Slippers (KVS 1968-1969)
- Driestuiversopera (KVS 1969)
- Adrianus VII (KVS 1969-1970)
- Een Vlo in het Oor (KVS 1969-1970 + 1971-1972)
- De Tabaksweg (KVS 1970-1971)
- Ik ben het, liefje (1975)
- Filumena (KVS 1978-1980)
- De Geschiedenis van een Paard (KVS 1982-1983)
- Het Gekkenhuis (KVS 1987-1988)
- Eindspel (KVS 1990-1991)
- Herfstduet (KVS 1991-1992)
- Fernando Krapp heeft mij deze brief geschreven (KVS 1992-1993)
- Pelleas en Melisande (De Tijd 1993-1994)
- Het Evenwicht (Arca 1993-1994)
- De Eenzamen (Arca 1993-1994)
- De Storm (KVS 1995-1996)
- Als de bladeren in Vallombrosa (1996 in KNS-Antwerpen)
- Hersenschimmen (Kaaitheater 1996-1997)
- Sacco en Vanzetti (Koninklijk Ballet van Vlaanderen 1996-1997)
- De Thuiskomst (1997 in KNS-Antwerpen)
- The beauty queen of Leenane (Toneelhuis 1998-1999)
- De Cocu magnifique (Toneelhuis 1998-1999)
- Gelukkige Dagen (1999-2001 in Theater Zuidpool)
- Visiting Mr. Green (2001-2004 in het Raamtheater)
- Schoon kind (2004 in het Raamtheater)
- Spoon River (Braakland 2007-2008)
- Fool for love (Leporello 2006-2009)

- Gemeinsame Normdatei: 1061610705
- International Standard Name Identifier: 0000 0003 9327 1821
- MusicBrainz: 1c8f1a54-d65a-4e74-8361-18ab7ddd067c
- Nederlandse Thesaurus van Auteursnamen: 308325982
- Virtual International Authority File: 287522731
- WorldCat: E39PBJwRT4kKbpdBKCg8mdpByd